# 大羚羊瓜
大羚羊瓜（学名：Acanthosicyos naudinianus），为多年生甜瓜，原产于非洲，果肉和种子均可食用。 

## 介绍
叶子为掌状五裂叶，对生排列。茎可长达6米。茎部长有卷须，卷须已演化为细软的刺。花为白色或黄色。该植物为雌雄异株，雌花与雄花分别长于不同的植株。果实长4-12厘米，布满刺，生长的时候为绿色，成熟后变黄色。果肉可食用，但进食未成熟的果实会产生烧灼感。果实本身无毒，但与幼布须曼箭毒甲虫（Diamphidia）的血液混合，会产生一种可用于毒箭的毒素。 块根有毒，可长达1米。

## 分布和栖息地
该植物分布在非洲南部，生长在纳米比亚、赞比亚、津巴布韦、博茨瓦纳、莫桑比克、南非。原生栖息地位于林地、林中草地或草原。适合生长在沙质土壤，不耐霜冻。该植物可在美国农业部划分的第九区种植。